# 피터와 늑대
《피터와 늑대 작품번호 67》(러시아어: Петя и волк)는 세르게이 프로코피예프가 1936년에 작곡한 음악 동화이다. 해설자가 읽는 글도 프로코피예프가 썼다.
1936년 모스크바의 중앙어린이극장은 프로크피예프에게 어린이용 작품을 주문했다. 그는 나흘만에 작곡을 끝냈으며, 이 작품은 같은 해 5월 2일에 초연했다.

## 악기 편성
- 목관악기: 플루트, 오보에, 클라리넷(가), 바순
- 금관악기: 호른(바) 3, 트럼펫(내림 나), 트롬본
- 타악기: 팀파니, 트라이앵글, 탬버린, 심벌즈, 캐스터네츠, 작은북, 큰북
- 현악기: 제1·2바이올린, 비올라, 첼로, 더블베이스

이야기 속의 각 등장인물은 특정 악기가 표현한다.
- 새: 플루트의 높은 음
- 오리: 오보에
- 고양이: 매우 낮은 음역의 클라리넷
- 늑대: 3대의 호른
- 할아버지: 바순
- 피터: 현악 5부
- 사냥꾼들: 목관과 트럼펫
  - 총소리: 팀파니와 큰북

## 연주 시간
연주시간은 약 25분이다.